# John Flanagan
John Anthony Flanagan, född 22 maj 1944, är en australisk författare. Flanagan är mest känd för sin fantasyserie Spejarens lärling, som handlar om den föräldralösa pojken Will som blir lärling åt den mystiske spejaren Halt.

## Biografi
Innan han blev författare, arbetade Flanagan med modellering, reklam och TV-annonser. Han var med och skapade den australiska TV-serien Hey Dad! Han började arbeta med vad som skulle bli fantasyserien Spejarens lärling på 1990-talet, som kortare historier för sin son Michael, som då var en mindre, tolvårig pojke. Flanagan ville uppmuntra honom till att börja läsa, samtidigt som han ville visa honom att hjältar, som seriens huvudperson Will, inte behöver vara stora och starka. I början av 2000-talet bestämde han sig för att göra om några av berättelserna till den första boken i serien, Gorlans ruiner, som släpptes 2004. Arton böcker i serien har hittills släppts.  
2008 vann han priset Australian Publishers Association's Book of the Year for Older Children i kategorin International Success Award för boken Fången i Arrida.
Flanagans nästa roman blev den elfte delen av Spejarens lärling-serien, The Lost Stories, som släpptes den 4 oktober 2011 på engelska.

### Spejarens lärling
1. Gorlans ruiner (The Ruins of Gorlan) (2004 / 2007)
2. Det övergivna landet (The Burning Bridge), 2005 / 2007
3. Krigarkungens sal (The Icebound Land), 2005 / 2007
4. Slaget om Skandia (Oakleaf Bearers), 2006 / 2008 (utgiven i USA som The Battle for Skandia)
5. Den hemsökta skogen (The Sorcerer in the North), 2006 / 2009 (utgiven i USA som The Sorcerer of the North)
6. Macindaws fästning (The Siege of Macindaw), 2007 / 2009
7. Fången i Arrida (Erak's Ransom), 2007 / 2010
8. Clonmels kungar (The Kings of Clonmel), 2008 / 2010
9. Sårad i ödemarken (Halt's Peril), 2009 / 2011
10. Kejsaren av Nihon-Ja (The Emperor of Nihon-Ja), 2011
11. De glömda berättelserna (The Lost Stories), 2011 / 2012

### Den nya lärlingen
1. (12) Den nya lärlingen (The Royal Ranger 1: A New Beginning, först utgiven som enbart The Royal Ranger), 2013 / 2014
2. (13) De röda rävarnas klan (The Royal Ranger 2: The Red Fox Clan), 2018
3. (14) Kampen om Araluen (The Royal Ranger 3: Duel At Araluen) 2018 / 2019
4. (15) Den försvunna prinsen (The Missing Prince)  2020 / 2021
5. (16) Flykten från Falaise Escape from Falaise 2021 / 2022
6. (17) Arazans vargar Arazan's Wolves 2022 / 2023
7. (18) Fällan i Sorato The Ambush at Sorato 2024 / 2025

### De första åren
1. Tornerspelen i Gorlan (The Tournament at Gorlan), 2015
2. Slaget om heden (The Battle Of Hackham Heath) 2016

### Broderband
1. De utstötta (The Outcasts) 2011 / 2013
2. Inkräktarna (The Invaders) 2012 / 2014
3. Jägarna (The Hunters) 2012 / 2015
4. Slavarna (Slaves of Socorro) 2014 / 2016
5. Skorpionberget (Scorpion Mountain) 2014 / 2017
6. Spökkrigarna (The Ghostfaces) 2016 / 2018
7. Kalderan (The Caldera) 2017 / 2019
8. Attacken (Return of the Temujai) 2019 / 2020
9. Piraterna (The Stern Chase) 2022 / 2023

### Jesse Parker
1. Storm Peak (2009)
2. Avalanche Pass (2010)

### Vuxenromaner
1. The Grey Raider (2015)